# برنارد گیگندوکس
برنارد گیگندوکس (انگلیسی: Bernard Guignedoux; ۳۱ ژانویهٔ ۱۹۴۷ – ۱ ژانویهٔ ۲۰۲۱) بازیکن فوتبال اهل فرانسه بود.
از باشگاه‌هایی که در آن بازی کرده‌است می‌توان به باشگاه فوتبال پاری سن ژرمن، باشگاه فوتبال موناکو، و باشگاه فوتبال پاریس اف سی اشاره کرد.